# Yesa
Yesa (Esa en euskera batua e Ihesa en la variedad roncalesa) es un municipio español de la Comunidad Foral de Navarra situado en la Merindad de Sangüesa, en la comarca de Sangüesa y a 47,8 km de la capital de la comunidad, Pamplona. Su población en 2024 fue de 290 habitantes (INE).
Este municipio es especialmente conocido por dar nombre y albergar en su término la presa que forma el Embalse de Yesa, pantano que ocupa territorios tanto de la provincia de Navarra como de la provincia de Zaragoza y que es el cuarto embalse con mayor capacidad de agua embalsada de la Cuenca del Ebro. También destaca por estar situado en su término municipal el Monasterio de San Salvador de Leyre uno de los cenobios más antiguos del Norte de España y uno de los edificios románicos más importantes de Navarra.
Su gentilicio es yesano/a[cita requerida] o esarra, este último tanto en masculino como en femenino.

## Toponimia
De significado desconocido, es el nombre de una población que pertenece desde época antiquísima al mundo románico. El origen de su nombre es oscuro y quizá guarde relación con el elevado número de pueblos y despoblados terminados en -sa (Benasa, Remonasa, Elesa...). Su nombre antiguo fue Esa, sin diptongar, que es el que se mantiene en euskera pero se ha perdido en las lenguas romances. Existe un despoblado llamado Eza en Yerri (documentado así desde el siglo XI) y un despoblado Esa al sur de Jaca.
Gentilicio
Reciben el apodo de rabosos y también el de pecheros, debido al impuesto que se tenía que pagar para poder pasar de tierras navarras a la antigua Corona de Aragón; este impuesto se llamaba pecha y se cobraba en la casa de la cadena, donde estaba la cadena que impedía el paso.

## Geografía
El municipio está situado en la Navarra Media Oriental, a los pies de la cresta que forma la sierra de Leyre, con alturas por encima de los 1000 m sobre el nivel del mar, destacando el pico Arangoiti (1356 m). 
A 2 km del núcleo urbano está la presa del embalse al que da nombre el pueblo, con una capacidad de 470 hectómetros cúbicos y actualmente en obras de recrecimiento.

### Barrios
La localidad no cuenta con barrios definidos como tales debido a la escasa densidad demográfica, pero sí se pueden diferenciar varias zonas: el Casco Antiguo, la Barriada Turística, el Alto del Perdón y la urbanización destinada a albergar la Confederación Hidrográfica del Ebro (organismo gestor del embalse). También, algo alejados del núcleo urbano, se encontraban los núcleos habitados de la Urbanización Lasaitasuna y la Urbanización Mirador de Yesa, desalojadas en febrero de 2013 y expropiadas posteriormente por la Confederación Hidrográfica del Ebro debido a la inestabilidad de la ladera en la que se encontraban, próximas al Embalse de Yesa.

### Localidades limítrofes
El término municipal de Yesa limita al norte con Lumbier y Romanzado; al este con Sigüés y Undués de Lerda (en la provincia de Zaragoza); al sur con Javier y Sangüesa y al oeste con Liédena.

## Demografía
Yesa cuenta con una población de 290 habitantes (INE 2024).
| Gráfica de evolución demográfica de Yesa entre 1842 y 2021                                                          |
| |
| Población de derecho según los censos de población del INE Población de hecho según los censos de población del INE |

#### Población por núcleos
Desglose de población según el Padrón Continuo por Unidad Poblacional del INE.
| Núcleos | Habitantes (2014) | Varones | Mujeres |
| ------- | ----------------- | ------- | ------- |
| Leyre   | 4                 | 4       | 0       |
| Yesa    | 189               | 97      | 92      |

## Administración y política

### Gobierno municipal
La administración política se realiza a través de un ayuntamiento de gestión democrática cuyos componentes se eligen cada cuatro años por sufragio universal desde las primeras elecciones municipales tras la reinstauración de la democracia en España, en 1979. El censo electoral está compuesto por los residentes mayores de 18 años empadronados en el municipio, ya sean de nacionalidad española o de cualquier país miembro de la Unión Europea. Según lo dispuesto en la Ley Orgánica del Régimen Electoral General, que establece el número de concejales elegibles en función de la población del municipio, la corporación municipal está formada por 7 concejales. La sede del Ayuntamiento de Yesa está situada en la calle René Petit, 9 de la localidad.
En las elecciones municipales de 2007, la Agrupación Electoral San Virila (AESV) obtuvo 4 concejales, siendo reelegido como alcalde José Antonio Aquerreta Martínez de Lagos. La Agrupación Independiente de Yesa (AIY) obtuvo 1.
| Partido político                                    | 2015   | 2011   | 2007   | 2003   |
| Partido político                                    | Ediles | Ediles | Ediles | Ediles |
| Agrupación Electoral San Virila (AESV)              | —      | —      | 3      | 4      |
| Agrupación Independiente de Yesa (AIY)              | —      | —      | —      | 1      |
| Independientes por Yesa (IXY)                       | 5      | 3      | 4      | —      |
| Amigos de Yesa (ADY)                                | —      | 2      | —      | —      |
| Agrupación de Electores Yesa Progreso Unido (AEYPU) | 2      | —      | —      | —      |

En las elecciones municipales de 2011, los Independientes por Yesa (IXY) obtuvieron 4 concejales, siendo elegido como alcalde Roberto Martínez Luyando. La Agrupación Electoral San Virila (AESV) obtuvo 3 concejales.
En las elecciones municipales de 2015, los Independientes por Yesa (IXY) obtuvieron 3 concejales, siendo reelegido como alcalde Roberto Martínez Luyando. La candidatura Amigos de Yesa (ADY) obtuvo 2 concejales.
En las elecciones municipales de 2019, los Independientes por Yesa (IXY) obtuvieron 5 concejales, siendo reelegido como alcalde Roberto Martínez Luyando. La candidatura AEYPU obtuvo 2 concejales.
| Periodo   | Nombre                                   | Partido                            |
| --------- | ---------------------------------------- | ---------------------------------- |
| 2003-2007 | José Antonio Aquerreta Martínez de Lagos | Agrupación de Electores San Virila |
| 2007-2011 | José Antonio Aquerreta Martínez de Lagos | Agrupación de Electores San Virila |
| 2011-2015 | Roberto Martínez Luyando                 | Independientes por Yesa            |
| 2015-2019 | Roberto Martínez Luyando                 | Independientes por Yesa            |
| 2019-2023 | Roberto Martínez Luyando                 | Independientes por Yesa            |

#### Evolución de la deuda viva municipal
El concepto de deuda viva contempla solo las deudas con cajas y bancos relativas a créditos financieros, valores de renta fija y préstamos o créditos transferidos a terceros, excluyéndose, por tanto, la deuda comercial.
| Gráfica de evolución de la deuda viva del ayuntamiento entre 2008 y 2014                             |
| |
| Deuda viva del ayuntamiento en miles de Euros según datos del Ministerio de Hacienda y Ad. Públicas. |

La deuda viva municipal por habitante en 2014 ascendía a 0 €.

## Cultura

### Patrimonio

#### Monumentos religiosos
En su término municipal se encuentra el Monasterio de San Salvador de Leyre, perteneciente a la Orden de San Benito y a la Congregación de Solesmes. Además, la localidad cuenta con dos edificios religiosos: la antigua iglesia de San Esteban, localizada en el casco antiguo, y la nueva iglesia localizada a un lado de la carretera que cruza la localidad. A las afueras del pueblo está la ermita de Santa María.

#### Monumentos civiles
Existen las ruinas de un puente de piedra sobre el río Aragón del siglo XII que conserva restos romanos en la base de algunos de sus estribos. Es conocido como «Puente de los Roncaleses» por la legendaria batalla que sostuvieron los habitantes del Valle de Roncal contra el ejército musulmán durante la Reconquista.

### Deporte
Debido a la cercanía del embalse, es un lugar idóneo para la práctica de los deportes náuticos. También desde la sierra de Leyre se pueden practicar el parapente y el ala delta. 
La pesca en el río Aragón y en el pantano es otra de las opciones deportivas que ofrece Yesa.

### Patrimonio inmaterial
Se celebran en honor a Santa María del último miércoles a domingo del mes de agosto.
El 26 de diciembre se celaebra la fiesta en honor de san Esteban.

### Ocio
La localidad cuenta con un frontón polideportivo y unos locales multiusos, inaugurados en 2006. También cuenta con un recinto de piscinas municipales abiertas desde la última quincena de junio hasta la primera quincena de septiembre.

### Leyendas
Una de las leyendas más destacadas del municipio es la dedicada al abad San Virila. La leyenda cuenta cómo el entonces abad del Monasterio de Leyre, San Virila, cayó en un profundo sueño de unos 300 años de duración al oír el canto de un ruiseñor junto a una fuente. Al despertar, pensó que solamente había quedado unos minutos dormido y al regresar al monasterio, se dio cuenta del cambio que había sufrido este y de los años que había permanecido dormido. Los monjes que entonces habitaban el monasterio comprobaron en los documentos que efectivamente era el abad San Virila, el cual había sido dado por desaparecido hacía 300 años.

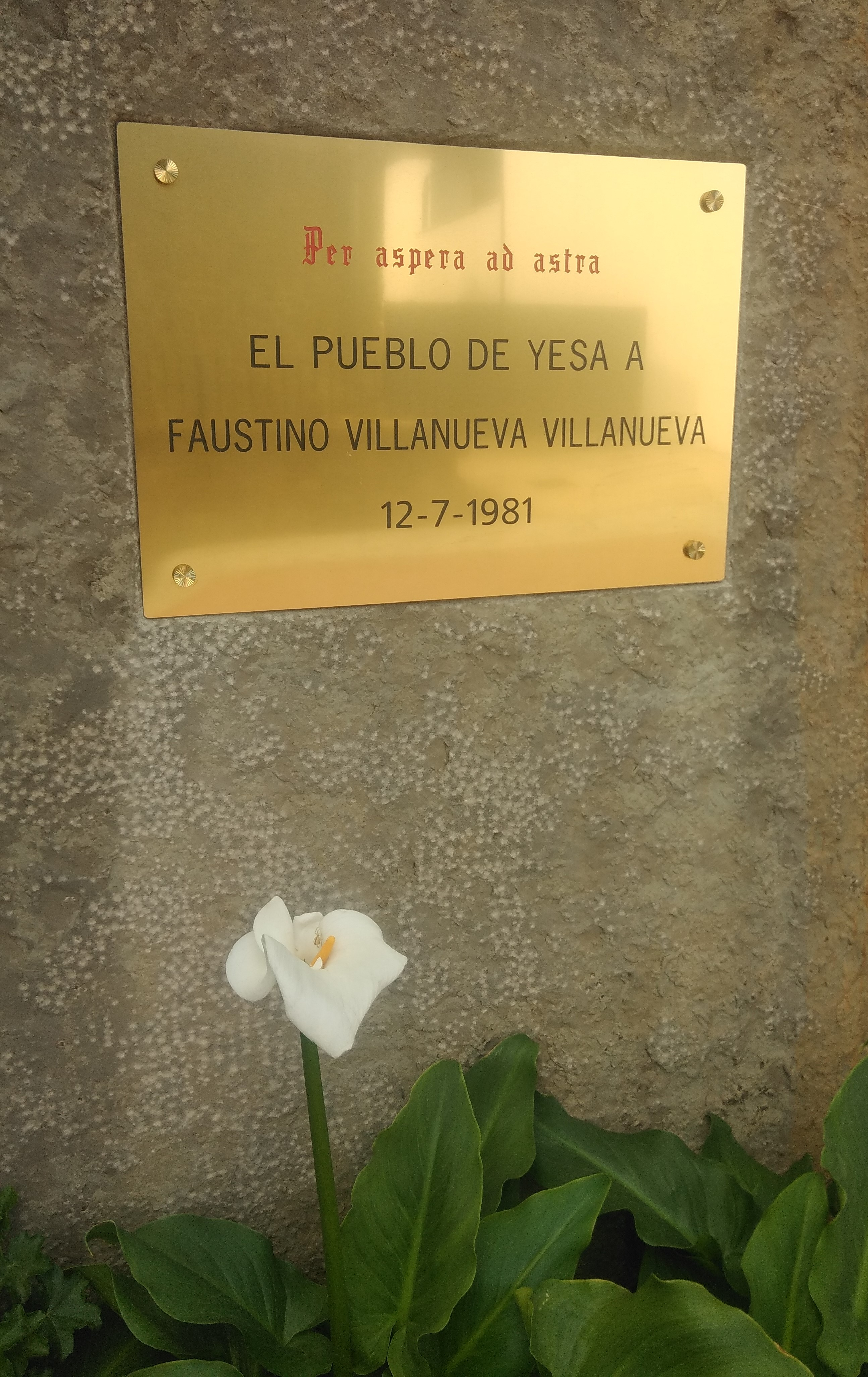
Monolito dedicado a Faustino Villanueva en su pueblo natal

Actualmente se puede visitar, a unos 30 minutos a pie desde el monasterio, la fuente donde se cree que el abad San Virila durmió durante 300 años.

## Personas destacadas
Faustino Villanueva Villanueva (Yesa, 1931- Joyabaj (Guatemala, 1980). Sacerdote de la Congregación de los Sagrados Corazones de Jesús y María, cantó misa en 1956.Tres años más tarde fue a Guatemala como misionero, donde permaneció hasta su muerte en 1980. En el contexto de la guerra civil que sufrió el país entre 1960 y 1996, fue asesinado por sicarios paramilitares en su parroquia de Joyabaj, del Departamento de Quiché el 19 de julio de 1980. Unas semanas antes, el 4 de junio, había sido asesinado su compañero José María Gran Cirera, y al año siguiente, el 15 de febrero, tras ser torturado, corrió la misma suerte Juan Alonso Fernández, también de la Congregación de los Sagrados Corazones. Los tres religiosos fueron beatificados junto a siete catequistas indígenas en Guatemala el 23 de abril de 2021. Yesa ha dedicado a Faustino Villanueva un monolito en un espacio ajardinado y en la parroquia se ha colocado su efigie.